# Nicholas Meyer
Nicholas Meyer (* 24. prosince 1945 New York, New York) je americký filmový scenárista, producent, režisér a spisovatel.
V roce 1974 vydal román The Seven-Per-Cent Solution, příběh o Sherlocku Holmesovi, který bojuje s pomocí svého přítele Sigmunda Freuda se závislostí na kokainu. Následně napsal další dva romány s Holmesovskou tematikou. The Seven-Per-Cent Solution byl v roce 1977 zfilmován režisérem Herbertem Rossem, k čemuž Meyer napsal scénář, za nějž byl nominován na Oscara. O dva roky později napsal scénář ke snímku Čas po čase podle stejnojmenného románu Karla Alexandra, který také debutově režíroval. V roce 1982 režíroval film Star Trek II: Khanův hněv a roku 1991 Star Trek VI: Neobjevená země. U obou snímků se také podílel na scénáři, stejně jako u filmu Star Trek IV: Cesta domů (1986). Za režii televizního filmu Den poté (1983) byl nominován na cenu Emmy, tento snímek získal Emmy pro nejlepší televizní film a za speciální efekty. V roce 1991 natočil snímek Společná hra.